# Ferdinando I delle Due Sicilie
Ferdinando di Borbone-Due Sicilie (Ferdinando Antonio Pasquale Giovanni Nepomuceno Serafino Gennaro Benedetto; Napoli, 12 gennaio 1751 – Napoli, 4 gennaio 1825) è stato re di Sicilia dal 1759 al 1816 con il nome di Ferdinando III, nonché re di Napoli dal 1759 al gennaio 1799, dal giugno 1799 al 1806 e dal 1815 al dicembre 1816 con il nome di Ferdinando IV.
Dopo questa data, con il Congresso di Vienna e con l'unificazione delle due monarchie nel Regno delle Due Sicilie, fu sovrano di tale regno dal 1816 al 1825 con il nome di Ferdinando I.
Ferdinando è il primo sovrano della casata dei Borbone di Napoli nato nel Regno, ma terzo Borbone a regnare sulle Due Sicilie dopo il padre Carlo di Borbone (primo Borbone a regnare sulle Due Sicilie indipendenti), nato a Madrid nel 1716, e il nonno Filippo V di Spagna, nato nel castello di Versailles nel 1683.
Il regno di Ferdinando, durato oltre sessantacinque anni (ebbe però un reggente dal 1759 al 1767 e dal 1812 al 1814), è uno dei più lunghi nella storia degli Stati preunitari italiani ed è al nono posto tra i regni più lunghi della storia. Per la sua morfologia nasale, e per la vicinanza agli ambienti e comportamenti del popolo, è passato alla storia con gli appellativi di "re nasone", "re lazzarone", "re burlone".

## Biografia

### Infanzia
Ferdinando I di Borbone, discendente in linea diretta del Re Sole, nacque nel Palazzo Reale di Napoli il 12 gennaio 1751 da Carlo di Borbone, re di Napoli e di Sicilia, e da Maria Amalia di Sassonia. La sua nascita non fu considerata un grande evento, poiché era il figlio maschio terzogenito della coppia reale. Prima di lui, oltre a cinque principessine (quattro delle quali morte in tenera età), erano nati Filippo, erede al trono napoletano, e Carlo Antonio, rispettivamente nel 1747 e nel 1748. Per lui si prospettava pertanto un futuro da religioso: infatti la madre lo voleva cardinale e magari papa. La sua educazione fu affidata al principe di Sannicandro Domenico Cattaneo Della Volta.
Destinato a non assumere incarichi nel governo del proprio paese, ebbe quindi modo di passare una giovinezza non condizionata dal rigore educativo che invece veniva applicato agli eredi al trono.
Due importanti eventi cambiarono tuttavia il suo destino. Nel 1759 suo zio Ferdinando VI, re di Spagna, morì senza lasciare eredi. Come conseguenza, suo padre Carlo assunse la più prestigiosa corona di Spagna, portando con sé Carlo Antonio quale successore. Dato che il primogenito Filippo era stato escluso dalla successione perché menomato psichico, la partenza per la Spagna del re e del suo erede diede a Ferdinando la possibilità di subentrare al padre sul trono di Napoli.

### Reggenza (1759-1767)

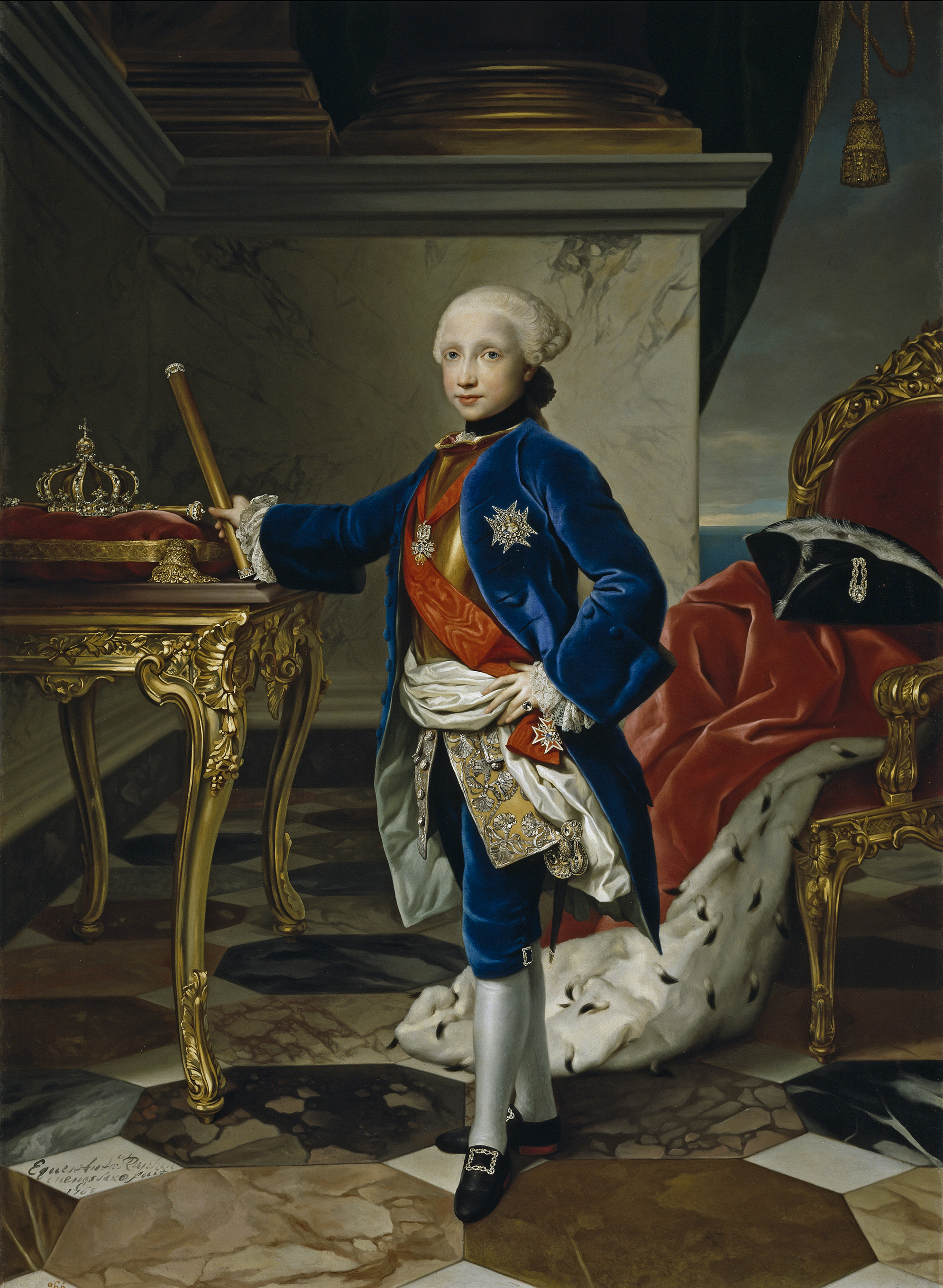
Ferdinando IV a nove anni

La partenza del padre e del fratello maggiore per la Spagna portarono dunque Ferdinando I al trono di Napoli e a quello di Sicilia a soli otto anni. Data la minore età del sovrano, gli si affiancò un Consiglio di Reggenza, controllato dal toscano Bernardo Tanucci e da Domenico Cattaneo, principe di San Nicandro, che decidevano in stretto rapporto con le direttive di Carlo da Madrid.
Refrattario allo studio e agli impegni della vita di corte, il giovane re non s'interessò quasi per niente della politica del regno, visto che la maggior parte dei compiti spettava a Tanucci e agli altri componenti del Consiglio. Gli anni della giovinezza furono spesi andando spesso a caccia in compagnia del suo meniño Gennarino Rivelli e dei liparioti, un gruppo di fedelissime guardie del corpo: seguendo l'esempio del nonno, anche Ferdinando II delle Due Sicilie ebbe i liparioti come guardie del corpo.
Tra le iniziative di governo intraprese in questo periodo va ricordata l'istituzione del centro di selezione equina di Serre (1763), finalizzata a rinsaldare le tradizioni cavallerizze napoletane e che diede origine a una stirpe di robusti cavalli, valorizzati anche durante il periodo francese. Dal 1765 Ferdinando iniziò a partecipare alle sedute del Consiglio.
Il Consiglio di reggenza si trasformò in Consiglio di stato, con funzioni consultive,  al raggiungimento del sedicesimo anno d'età di Ferdinando, il 12 gennaio 1767.

### Regno
Conformemente a quanto dettato dagli usi del tempo, il Consiglio si preoccupò di assicurare al più presto una discendenza al trono di Napoli. Nel quadro delle alleanze tra famiglie regnanti europee, e una pacificazione della penisola italiana tra la Spagna e l'Austria Carlo ritenne utile legare la famiglia reale del figlio a quella asburgica e iniziò una fitta serie di contatti con l'imperatrice Maria Teresa d'Austria. Le trattative tra le due parti furono segnate da una serie di eventi sfortunati, in quanto sia la prima principessa prescelta, l'arciduchessa Maria Giovanna Gabriella d'Asburgo-Lorena, che la seconda, l'arciduchessa Maria Giuseppina d'Asburgo-Lorena, entrambe destinate alle nozze con Ferdinando, morirono di vaiolo.
Solo nell'aprile 1768 fu stipulato il terzo e ultimo contratto nuziale, che portò alle nozze per procura di Ferdinando con l'arciduchessa Maria Carolina d'Asburgo-Lorena. Consolidato il legame da un punto di vista formale, la sposa partì dall'Austria alla volta del Regno di Napoli, dove fu accolta il mese dopo da Ferdinando in località Portella di Monte San Biagio, nei pressi di Terracina. Nel 1773 dovette affrontare la rivolta di Palermo che vide insieme popolo e baroni siciliani contro il potere regio.
Nonostante le manchevolezze presenti nella sua formazione, Ferdinando si impegnò per favorire la cultura, in continuità del lavoro di suo padre.
Tra le sue prime iniziative, nel 1778 trasferì nel Palazzo Reale di Napoli la fabbrica di arazzi napoletani, apprezzati in tutto il mondo per la loro qualità. Nel 1779 fondò la manifattura di San Leucio, oggi sito patrimonio dell'umanità dell'UNESCO, che divenne presto un polo di eccellenza della produzione tessile.
Sul finire del Settecento fece erigere nella zona di Ponte Nuovo a San Lorenzo, il Teatro San Ferdinando.

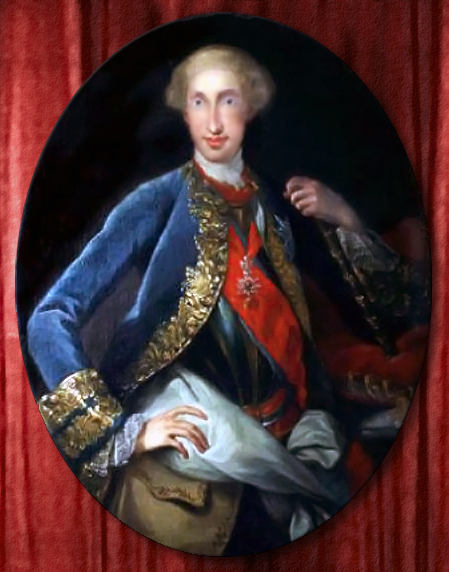
Ferdinando I delle Due Sicilie. Olio su tela di anonimo (sec. XVIII). San Severo, Museo civico.

Il contratto matrimoniale stipulato con gli Asburgo prevedeva l'entrata della regina anche nel Consiglio di Stato quando avesse partorito il primo figlio maschio, cosa che avvenne alla nascita di Carlo Tito nel 1775. Carlo Tito però visse soli tre anni e morì nel 1778 di vaiolo, lasciando il diritto di successione al secondogenito maschio.
La posizione di influenza di Maria Carolina era stata comunque ulteriormente rinforzata dalla nascita nel 1777 del secondo figlio maschio, Francesco, futuro re delle Due Sicilie.
L'ingresso della regina nel Consiglio determinò un progressivo cambiamento della politica napoletana, la quale divenne progressivamente filoaustriaca. In questo, Maria Carolina fu aiutata dal disinteresse mostrato dal marito per gli affari di Stato, che le lasciò campo libero. Le prime conseguenze del nuovo corso furono il licenziamento di Tanucci (1777) uomo fidato di Carlo e fautore di una politica filospagnola e l'appoggio al ministro John Acton, che aveva prestato opera nel Granducato di Toscana, cui Maria Carolina si legò di un'intima amicizia. L'orientamento filoaustriaco di Ferdinando I fu inoltre favorito dalla conoscenza diretta dei cognati, l'imperatore d'Austria Giuseppe II e il granduca di Toscana Leopoldo II d'Asburgo-Lorena, avvenuta nel 1778.
La nomina di Acton nel 1779 al Ministero del Commercio e Marina fu un passaggio di grande rilievo, che diede inizio alla riorganizzazione delle forze armate del Regno. Sotto la sua direzione la Real Marina del Regno delle Due Sicilie conobbe un potente impulso, che aveva come scopo finale l'approntamento di una flotta militare che consentisse di condurre campagne espansionistiche.
Per raggiungere questo scopo Acton riordinò l'organizzazione della flotta, suddividendola nelle Squadre dei Vascelli e degli Sciabecchi. Contemporaneamente diede impulso all'accrescimento del numero di unità disponibili, da un lato acquistando vascelli e fregate, e dall'altro fondando il famoso Cantiere navale di Castellammare di Stabia, che fu subito il motore di un vasto programma di nuove costruzioni. Oltre all'accrescimento quantitativo della flotta, Acton si preoccupò di migliorare la formazione degli ufficiali, ampliando il Collegio di Marina esistente e inviando alcuni giovani guardiamarina con altri ufficiali a prestare temporaneo servizio su navi delle maggiori Marine militari europee. Allo scopo di garantire alla flotta capacità tattiche d'intervento sul fronte di terra, istituì il Reggimento Real Marina.
Grazie al suo lavoro, nel 1788 la Marina napoletana arrivò a contare trentanove navi, armate di 962 cannoni, così ripartite: quattro vascelli di fila, di cui tre da settantaquattro cannoni e uno da sessanta; otto fregate, di cui sei da quaranta cannoni e due da trentacinque; un'orca da trentasei cannoni; sei corvette, di cui quattro da venti cannoni e due da dodici; sei sciabecchi, di cui due da ventiquattro cannoni e quattro da venti; quattro brigantini da dodici cannoni; dieci galeotte da tre cannoni.
Nello stesso anno, l'organico dell'Armata di Mare contava 2128 fanti di marina, 470 cannonieri, 270 marinai di posto fisso, quattro capitani di vascello, dieci capitani di fregata e un gran numero di ufficiali di grado inferiore.
Anche dal punto di vista dell'ordinamento delle forze di terra compì passi importanti, con particolare riferimento alle politiche di formazione. Al termine di un lungo periodo di valutazione, che comprese tra l'altro lo studio dei sistemi di addestramento praticati nelle maggiori nazioni europee, nel 1787 fondò la Reale Accademia Militare della Nunziatella, attualmente tra i più antichi istituti di formazione militare del mondo, con il compito di formare quadri ufficiali eccellenti. Uno strumento che fornisce utili notizie su questo periodo è il Notiziario di Corte Notiziario di Città del Regno di Napoli, edito nel 1789.
Le mire espansionistiche della Francia preoccuparono fortemente Ferdinando IV che, come prima misura, nel 1786 chiamò a Napoli un geografo di chiara fama, il padovano Giovanni Antonio Rizzi Zannoni, al quale commissionare la redazione di mappe aggiornate del Regno di Napoli, sulle quali studiare i punti critici e le possibili armi di difesa della nazione. In quegli stessi anni Ferdinando IV completò il passaggio della collezione Farnese, portando a Napoli le sculture romane del palazzo Farnese di Roma.
Negli anni successivi alla Rivoluzione francese, per rendersi conto in prima persona del confine di Stato e della sua eventuale difesa, lo stesso sovrano coordinò gli alti generali, tra cui John Acton che lo seguì, in un viaggio iniziato nel 1796, durante il quale iniziò a stilare un taccuino, il diario segreto, continuato per tutta la vita, con annotazioni della cronaca, degli spostamenti, degli incontri e della quotidianità.

### Rivoluzione francese

Stemma come re di Napoli (1759-1816)

Allo scoppiare della Rivoluzione francese, nel 1789, non vi furono immediate ripercussioni a Napoli. Fu solo dopo la caduta della monarchia francese e la morte sulla ghigliottina dei reali di Francia, che la politica del re di Napoli e Sicilia Ferdinando IV e della sua consorte Maria Carolina d'Asburgo-Lorena (tra l'altro sorella della regina Maria Antonietta), cominciò ad avere un chiaro carattere antifrancese e antigiacobino. Il Regno di Napoli aderì alla prima coalizione antifrancese e cominciarono le prime, seppur blande, repressioni sul fronte interno contro le personalità sospettate di "simpatie" giacobine.
Nel 1796 le truppe francesi, guidate da Napoleone Bonaparte, cominciarono a riportare significativi successi in Italia. Le armate napoletane, pur forti di circa trentamila uomini, il 5 giugno furono costrette all'armistizio di Brescia. Nei due anni successivi i Francesi continuarono a dilagare in Italia. L'una dopo l'altra vennero proclamate delle repubbliche "sorelle", filofrancesi e giacobine (la Repubblica Ligure e la Repubblica Cisalpina nel 1797; la Repubblica Romana nel 1798). Nel frattempo Napoleone aveva spostato la propria attenzione dall'Italia all'Africa e aveva intrapreso la campagna d'Egitto.
Nonostante la stipula del suddetto armistizio di Brescia (poi ratificato nel Trattato di Parigi), con Napoleone in Egitto e i Francesi a Roma, il Regno di Napoli entrò nuovamente in guerra contro questi ultimi il 23 ottobre del 1798. Le forze napoletane, costituite da settantamila uomini reclutati in poche settimane e comandate dal generale austriaco Karl Mack von Leiberich, si lanciarono all'attacco della Repubblica Romana con l'intenzione dichiarata di ristabilire l'autorità papale. L'esercito napoletano fu appoggiato sul fronte di mare dalla flotta inglese comandata dall'ammiraglio Horatio Nelson, vincitore di Abukir. Dopo solo sei giorni Ferdinando IV entrò a Roma con atteggiamenti da conquistatore, cosa che gli attirò salaci critiche. Tuttavia, il successivo 14 dicembre una risoluta controffensiva francese costrinse i Napoletani a una rapida ritirata che ben presto si trasformò in rotta.
Il re tornò temporaneamente a Napoli e, vista l'insostenibilità della situazione, decise di abbandonare la capitale alla volta della Sicilia.
A tale scopo, Ferdinando fece trasferire, in Castelnuovo dal Tesoro del Banco della Pietà, 78 casse con 2.083.734,19 ducati, che costituivano la rimanenza degli oltre quattro milioni pervenuti dal lavoro fatto nella Zecca e depositati presso quell'istituto di credito. Il denaro, ritirato con l'emissione di bancali senza copertura, il 21 dicembre fu trasferito in Sicilia.

### Ferdinando I a Palermo e Repubblica Napoletana

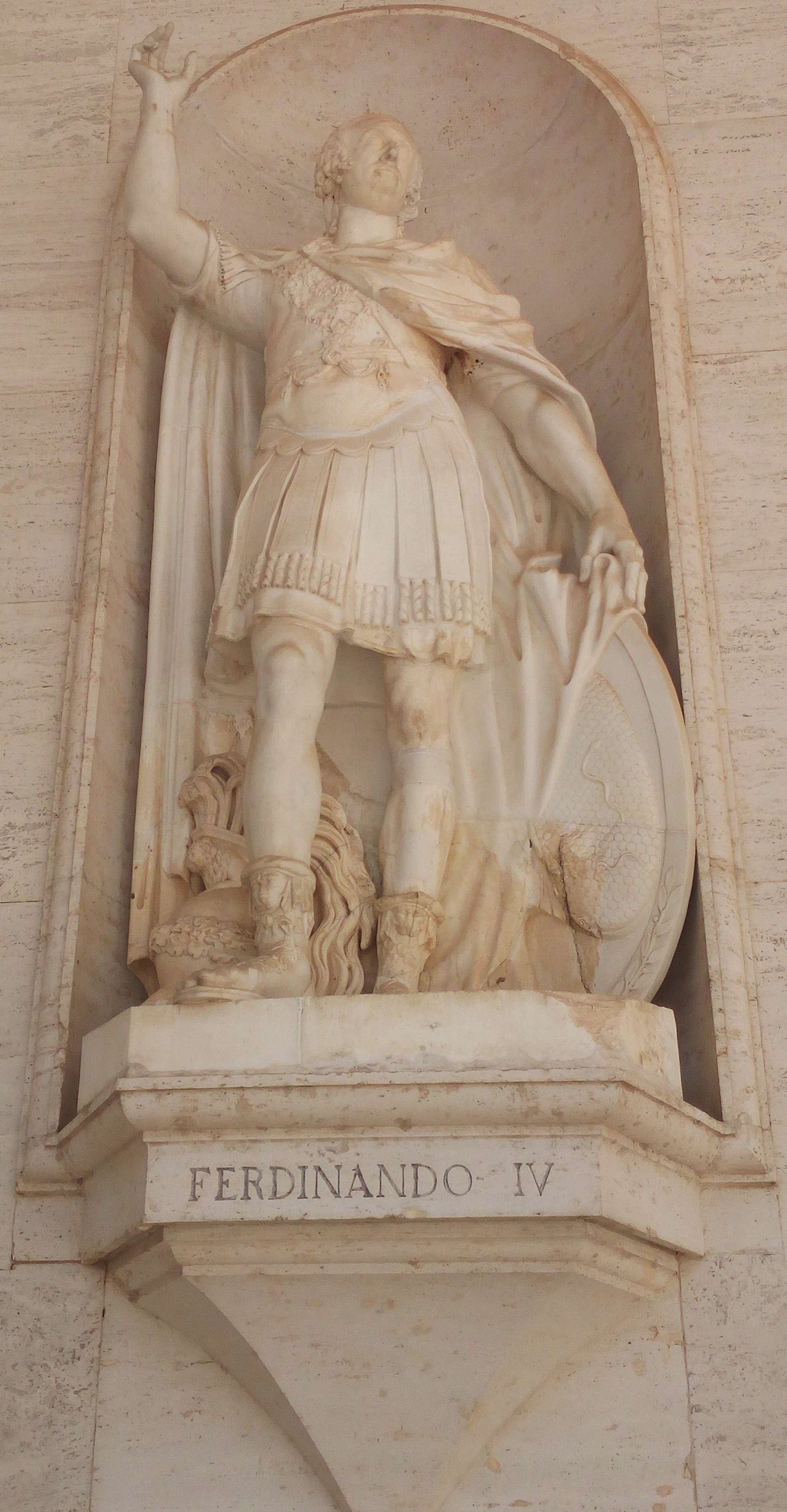
Statua di Ferdinando di Borbone, 1700-1749, Cattedrale di Santa Maria Assunta e San Benedetto abate, Abbazia di Montecassino

Il 21 dicembre 1798 Ferdinando si imbarcò sul Vanguard di Nelson, in compagnia della famiglia e di John Acton, diretto alla volta di Palermo. Prima di partire, conferì al conte Francesco Pignatelli i poteri di rappresentanza, in virtù dei quali quest'ultimo impartì l'ordine di distruggere la flotta, che venne data alle fiamme.
Il 25 dicembre, durante la traversata da Napoli a Palermo sulla nave da guerra britannica, morì il figlio Alberto di soli sei anni. Quando la famiglia reale arrivò a Palermo fu accolta dal popolo siciliano. Ferdinando sarebbe rimasto in Sicilia quasi tre anni, dal dicembre 1798 al giugno 1802, tornando a Napoli solo dopo la pace di Amiens.
Il 12 gennaio 1799 Pignatelli concluse un armistizio che prevedeva la resa di Napoli alle truppe francesi, a seguito del quale, tuttavia, i lazzari, devoti al re, si sollevarono, schierandosi a difesa della città. Nonostante la strenua resistenza dei lazzari, il 20 gennaio i filofrancesi napoletani, passati nel frattempo all'azione, riuscirono con uno stratagemma a raggiungere Castel Sant'Elmo, dal quale cominciarono a bombardare alle spalle i difensori, mietendo in tutto circa 3.000 vittime tra la popolazione civile. Una volta dispersa la resistenza, i Francesi entrarono a Napoli e, con l'aiuto di alcuni nobili e borghesi, fondarono la Repubblica Napoletana (23 gennaio 1799). I primi mesi passati da re Ferdinando nell'isola furono caratterizzati dalla caccia e dal pensiero di riconquista del regno napoletano.
Il 7 maggio le truppe francesi furono richiamate nel Nord Italia, lasciando sguarnita la capitale. Approfittando dell'occasione, il cardinale Fabrizio Ruffo mise insieme un corpo di spedizione, il cosiddetto Esercito della Santa Fede, composto da venticinquemila uomini e supportato dall'artiglieria inglese. Dopo una rapida risalita della Calabria, i sanfedisti si ricongiunsero ai lazzari, capeggiati dal guerrigliero Fra Diavolo, nella riconquista di Napoli, determinando il crollo della Repubblica Partenopea già nel giugno 1799.

### Prima restaurazione borbonica
Tornato dunque sul trono dopo pochi mesi, da Palermo re Ferdinando dichiarò subito decaduta l'onorevole capitolazione offerta da Ruffo agli ultimi repubblicani (peraltro non accettata neppure da Nelson) e nominò una giunta per dare inizio ai processi. Nei mesi seguenti, su circa ottomila prigionieri, centoventiquattro furono mandati a morte (tra cui Mario Pagano, Ignazio Ciaia, Domenico Cirillo, Eleonora Pimentel Fonseca, Nicola Palomba), sei furono graziati, duecentoventidue vennero condannati all'ergastolo, trecentoventidue a pene minori, duecentottantotto alla deportazione e sessantasette all'esilio, mentre tutti gli altri furono liberati.

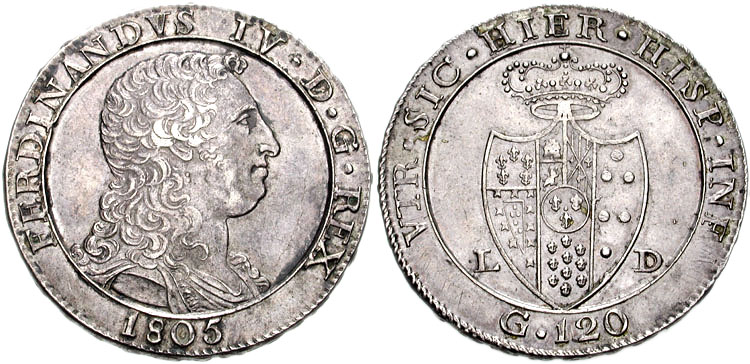
Piastra con l'effigie di Ferdinando IV di Borbone (1805)

Dopo aver completato la riconquista del regno, Ferdinando si preoccupò di ricollocare sul trono papale il deposto pontefice. Organizzata una forte spedizione militare, entrò nei territori vaticani. Il 27 settembre 1799 l'esercito napoletano riconquistò Roma, che era già stata abbandonata dai francesi il 19 settembre, mettendo fine all'esperienza rivoluzionaria nello Stato Pontificio.
Ferdinando preferì rimanere a Palermo e inviò il principe Francesco, che ritornò a Napoli il 31 gennaio 1801, accolti da festeggiamenti, archi, carri allegorici e luminarie.
Nel gennaio 1801, intanto, le truppe napoletane che tentavano di raggiungere la Repubblica cisalpina furono sconfitte a Siena da Gioacchino Murat. Allo scontro seguì l'armistizio di Foligno, il 18 febbraio 1801, e in seguito la pace di Firenze che prevedeva, tra l'altro, l'amnistia per i repubblicani filofrancesi.
Con la pace di Amiens, stipulata dalle potenze europee nel marzo 1802, Napoli e la Sicilia furono provvisoriamente liberate dalle truppe francesi, inglesi e russe.

### Terza Coalizione

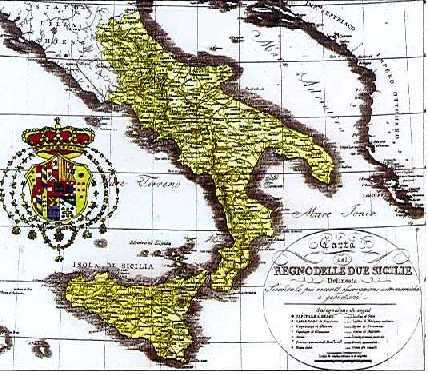
Mappa del Regno delle Due Sicilie

Allo scoppio delle ostilità tra Austria e Francia nel 1805, Ferdinando firmò un trattato di neutralità con quest'ultima. Alcuni giorni dopo, tuttavia, si alleò con l'Austria nella Terza Coalizione e permise a un corpo di spedizione anglo-russo di entrare nel Regno per difenderlo dalle truppe francesi che, al comando di Laurent de Gouvion-Saint Cyr, manovravano vicino alla frontiera.
In seguito alla disfatta subita il 2 dicembre nella battaglia di Austerlitz, i Russi lasciarono l'Italia, mentre gli Inglesi si ritirarono in Sicilia.
Ai primi di febbraio del 1806 le truppe francesi, riorganizzate e poste sotto il comando di Andrea Massena, invasero il Regno di Napoli, ma già il 23 gennaio 1806 Ferdinando si era imbarcato sull'Archimede alla volta di Palermo.
I principi reali Francesco, cui era stata affidata la reggenza, e Leopoldo raggiunsero l'esercito in Calabria.
Il 14 febbraio 1806 i francesi entrarono di nuovo a Napoli. Napoleone dichiarò decaduta la dinastia borbonica e proclamò suo fratello Giuseppe Bonaparte Re di Napoli. Egli regnò dal 1806 al 1808, quando Napoleone lo proclamò Re di Spagna.
La fortezza di Gaeta, comandata dal principe Luigi d'Assia-Philippsthal, cugino della regina Maria Carolina, fu messa sotto assedio il 26 febbraio dalle forze comandate da Andrea Massena. Il fortilizio fu a lungo l'ultimo lembo di territorio continentale rimasto in sole mani borboniche. La concentrazione di truppe francesi su questo assedio non fu inizialmente possibile, in quanto scoppiò una rivolta in Calabria, fomentata dai Borbone e dagli inglesi. Nello stesso periodo questi ultimi riportarono una vittoria nella battaglia di Maida contro circa cinquemilacinquecento soldati del generale Reyner. Fu solo il 18 luglio che anche quest'ultimo presidio fu costretto ad arrendersi.

Il 3 marzo l'esercito borbonico agli ordini del generalissimo Roger de Damas, un emigrato francese, fu sconfitto nella battaglia di Campotenese dalle truppe comandate da Jean Reynier.

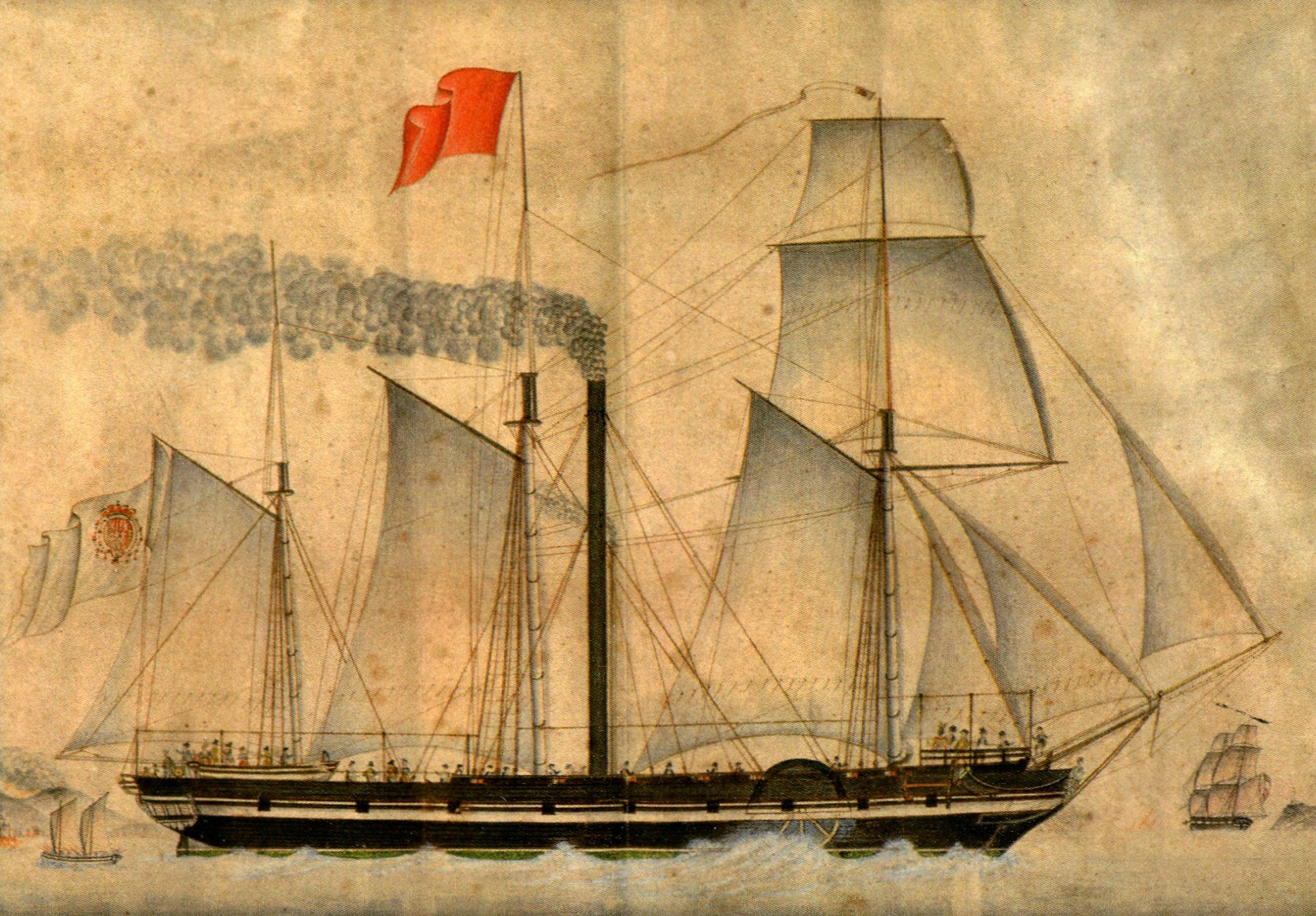
La Ferdinando I

Il 27 marzo anche la fortezza di Civitella del Tronto, comandata dall'irlandese Matteo Wade, fu messa sotto assedio da parte di duemila soldati agli ordini di Frégeville, i quali saccheggiarono i dintorni. Nonostante la prolungata resistenza, facilitata anche dai rifornimenti portati dai briganti di Sciabolone, Civitella si arrese il 21 maggio. Pochi giorni prima, il 12 maggio, gli inglesi e i siciliani avevano occupato le isole di Capri e Ponza.
La rivolte di Basilicata e Calabria furono represse nel sangue dai francesi (basti pensare al massacro di Lauria) e non si ripeté quanto accaduto nel 1799 alla Repubblica Partenopea. Giuseppe Bonaparte fu mandato a regnare in Spagna dal fratello Napoleone e il trono napoletano andò nelle mani del Maresciallo dell'Impero di Francia Gioacchino Murat. A Napoli il nuovo re, ormai noto come "Gioacchino Napoleone", fu ben accolto dalla popolazione, che ne apprezzava la bella presenza, il carattere sanguigno, il coraggio fisico, il gusto dello spettacolo e alcuni tentativi di porre riparo alla miseria.
Durante il suo breve regno, Murat fondò, con decreto del 18 novembre 1808, il Corpo degli ingegneri di Ponti e Strade (all'origine della facoltà di Ingegneria a Napoli, la prima in Italia), ma condannò alla chiusura, con decreto del 29 novembre 1811, la gloriosa Scuola medica salernitana. Avviò inoltre opere pubbliche di rilievo non solo a Napoli (il ponte della Sanità, via Posillipo, nuovi scavi a Ercolano, il Campo di Marte ecc.), ma anche nel resto del Regno (l'illuminazione pubblica a Reggio Calabria, il progetto del Borgo Nuovo di Bari, il riattamento del porto di Brindisi, l'istituzione dell'ospedale San Carlo di Potenza ecc.).
Nel 1807 re Ferdinando tentò di riconquistare il regno, inviando in Calabria un esercito comandato dal principe tedesco Assia-Philippsthal, ma questi fu sconfitto dall'esercito francese comandato dal generale Reynier nella battaglia di Mileto del 28 maggio.

### Ferdinando torna in Sicilia (1806-1815)

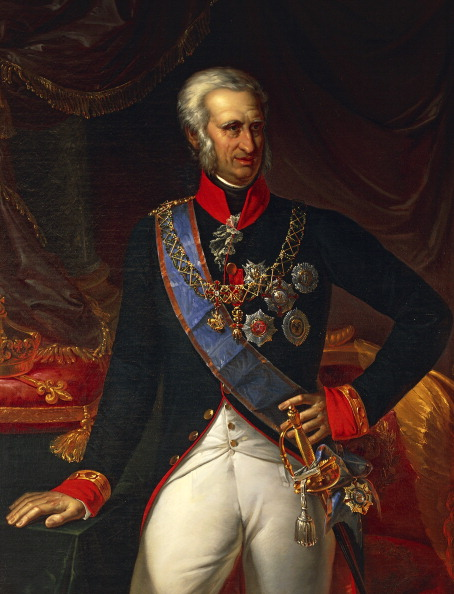
Ferdinando I delle Due Sicilie ritratto da Gennaro Maldarelli

Arrivato a Palermo nel gennaio 1806, si insediò a Palazzo Reale e mantenne il controllo della Sicilia, anche grazie all'appoggio dell'Inghilterra.
Presto nacquero dei contrasti tra la corte borbonica e Lord William Bentinck, ministro plenipotenziario e comandante delle truppe britanniche, il quale era stato inviato come ambasciatore in Sicilia nel luglio 1811. Il 16 gennaio 1812, attraverso lord Bentinck, Ferdinando III, con il pretesto di una finta e improvvisa malattia, fu obbligato a rinunciare ai suoi poteri, nominando reggente il figlio Francesco e a trasferirsi in campagna, a Ficuzza Fu concessa una nuova Costituzione Siciliana, ispirata al modello inglese. A Palermo, il 19 luglio 1812, il Parlamento siciliano, riunito in seduta straordinaria, promulgò la nuova Costituzione, decretò l'abolizione della feudalità in Sicilia e approvò una radicale riforma degli apparati statali.
La nuova carta costituzionale, invisa da Ferdinando, che però non vi si poté opporre a causa delle pressioni britanniche, ma anche per via delle insistenze di suo figlio, il principe vicario, finì con il diventare un eccellente strumento di propaganda per i Borbone, mentre fu deplorata da molti dei nobili che l'avevano votata, quando s'accorsero che essa non riconsegnava loro l'antico potere.
Il 5 luglio 1814, Ferdinando III, dopo aver annunciato la fine della sua lunga degenza, riprese possesso delle sue funzioni, mantenendo in vigore, almeno formalmente, la costituzione e dichiarandosi intenzionato a restituire armonia nel regno siciliano. Dietro pressioni britanniche, Maria Carolina, accusata di complotto verso l'Inghilterra, era stata allontanata dalla Sicilia e costretta a ritirarsi a Vienna, dove morì l'8 settembre 1814. Il 27 novembre 1814, ormai sessantatreenne, Ferdinando sposò a Palermo, con matrimonio morganatico, la più giovane Lucia Migliaccio, vedova di Benedetto III Grifeo principe di Partanna e già madre di sette figli.

### Restaurazione

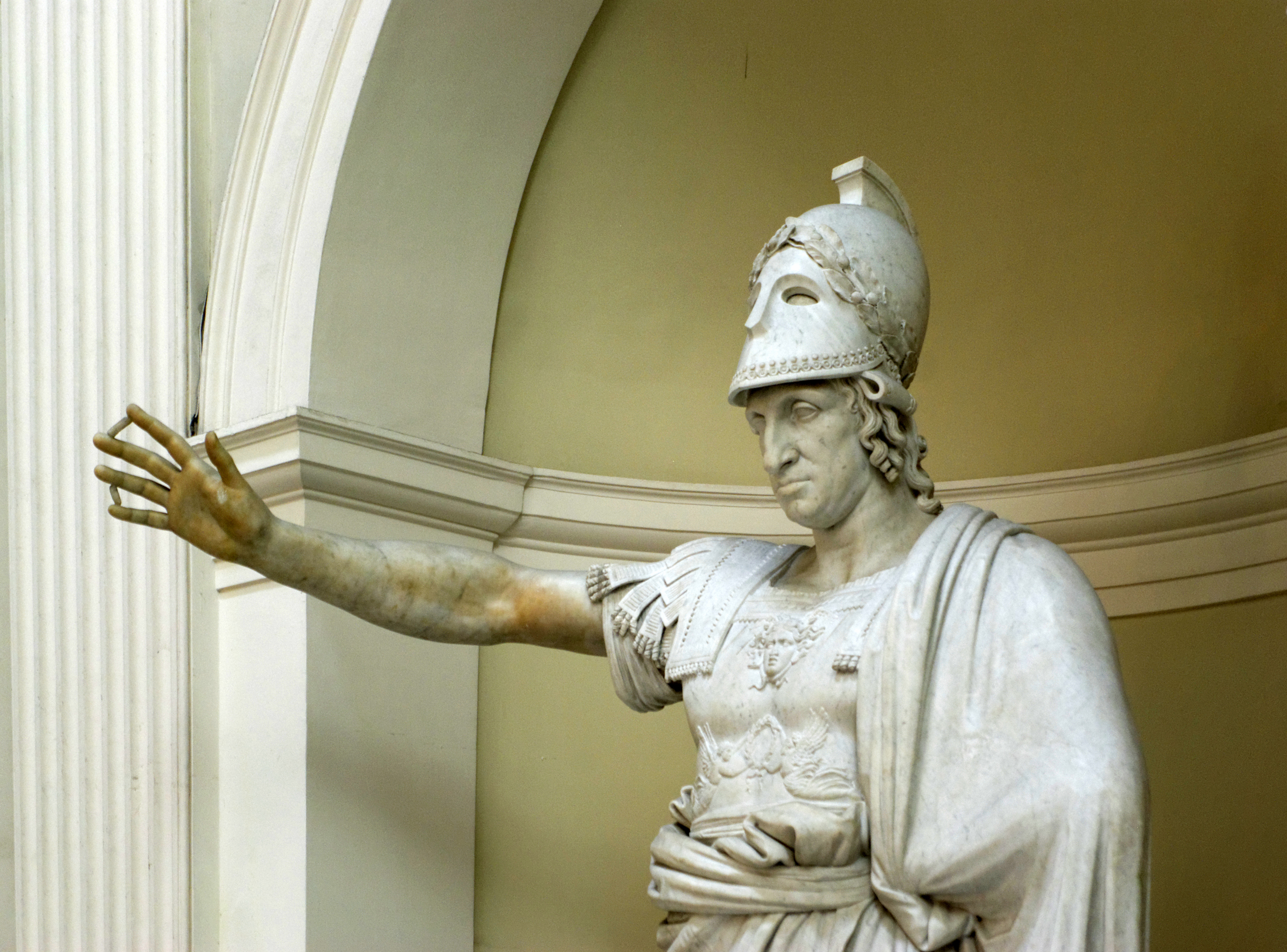
La statua di Ferdinando I, realizzata da Antonio Canova, Museo archeologico nazionale di Napoli

Il 23 aprile 1814, Lord Montgomery, il vice di Bentinck, si sporse dal parapetto di babordo della nave Abukir annunciando la caduta di Napoleone al re Ferdinando, che intanto era accorso al molo.
Ma ancora l'era murattiana non era volta al termine. Passò ancora un anno, quando l'esercito del re Gioacchino il 3 maggio 1815 fu duramente sconfitto nella battaglia di Tolentino e il popolo napoletano iniziò a inneggiare al ritorno del "Re Nasone".
Il recepimento delle norme stabilite al Congresso di Vienna e in particolare il Trattato di Casalanza, firmato presso Capua il 20 maggio 1815, consentirono a Ferdinando di riprendere possesso, il 7 giugno 1815, del Regno di Napoli. Ai Borbone, però, non furono restituiti Malta, che restò protettorato britannico, e i Presidi, che furono assegnati al Granducato di Toscana.
Dopo la seconda caduta di Napoleone, Murat, che aveva cercato di raggiungerlo a Parigi, fuggì dapprima nel sud della Francia e poi in Corsica, da dove tentò di tornare a Napoli con un pugno di fedelissimi per sollevarne la popolazione. Dirottato da una tempesta in Calabria, fu arrestato, condannato a morte da un tribunale militare nominato dal generale Vito Nunziante, governatore delle Calabrie, secondo una legge da lui stesso voluta, e fucilato a Pizzo Calabro il 13 ottobre 1815. Murat, prima di morire, disse di quel tribunale voluto da Ferdinando I: «Io avrei creduto il re Ferdinando più grande e più umano. Io avrei agito più generosamente verso di lui se fosse sbarcato nei miei stati, e che la sorte dell'armi lo avesse fatto cadere in mio potere!»

### Regno delle Due Sicilie

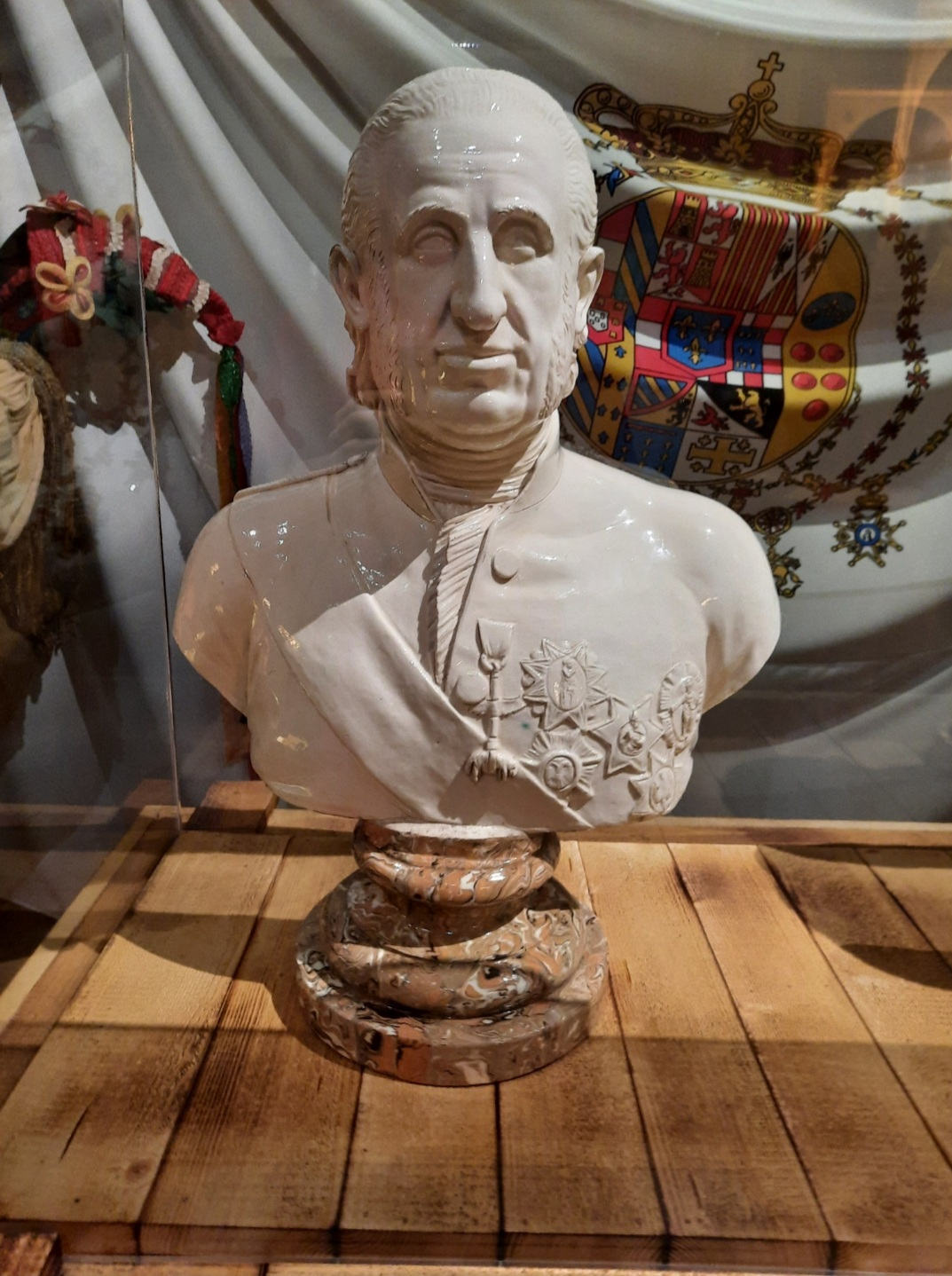
Busto di Ferdinando IV di Borbone con ordini cavallereschi del Toson d'Oro, Ordine di San Gennaro e di San Ferdinando, Manifattura Giustiniani, 1825-1830, Museo nazionale di Capodimonte

Il re, seguendo i dettami del congresso di Vienna, con il primo ministro Luigi de' Medici nominato nel giugno 1816, mise in atto l'annessione del regno di Sicilia. Nel dicembre 1816, con la Legge fondamentale del Regno delle Due Sicilie, Ferdinando, fino ad allora III di Sicilia e IV di Napoli, istituì una nuova entità statuale, il Regno delle Due Sicilie e, come Ferdinando I, assunse il titolo di Re del Regno delle Due Sicilie.

### Ultimi anni e morte
Gli ultimi anni di regno di Ferdinando I di Borbone furono caratterizzati da fermenti carbonari e antiborbonici.
Il 15 giugno 1820 in Sicilia scoppiò una rivolta popolare e il 2 luglio del 1820 scoppiarono moti anche a Napoli da parte di ufficiali delle forze armate. Il sovrano si vide costretto a firmare una Costituzione e nominare suo vicario il figlio Francesco, mentre a Palermo si installava un governo provvisorio, represso in novembre dal governo costituzionale di Napoli. Solo nel marzo 1821 Napoli venne occupata dalle truppe austriache, che ristabilirono la monarchia assolutista borbonica e Ferdinando ritirò la costituzione.
Ferdinando morì il 4 gennaio 1825, all'età di 73 anni e dopo 65 anni di regno, e fu sepolto nella basilica di Santa Chiara, sepolcreto ufficiale dei Borbone delle Due Sicilie.

## Discendenza

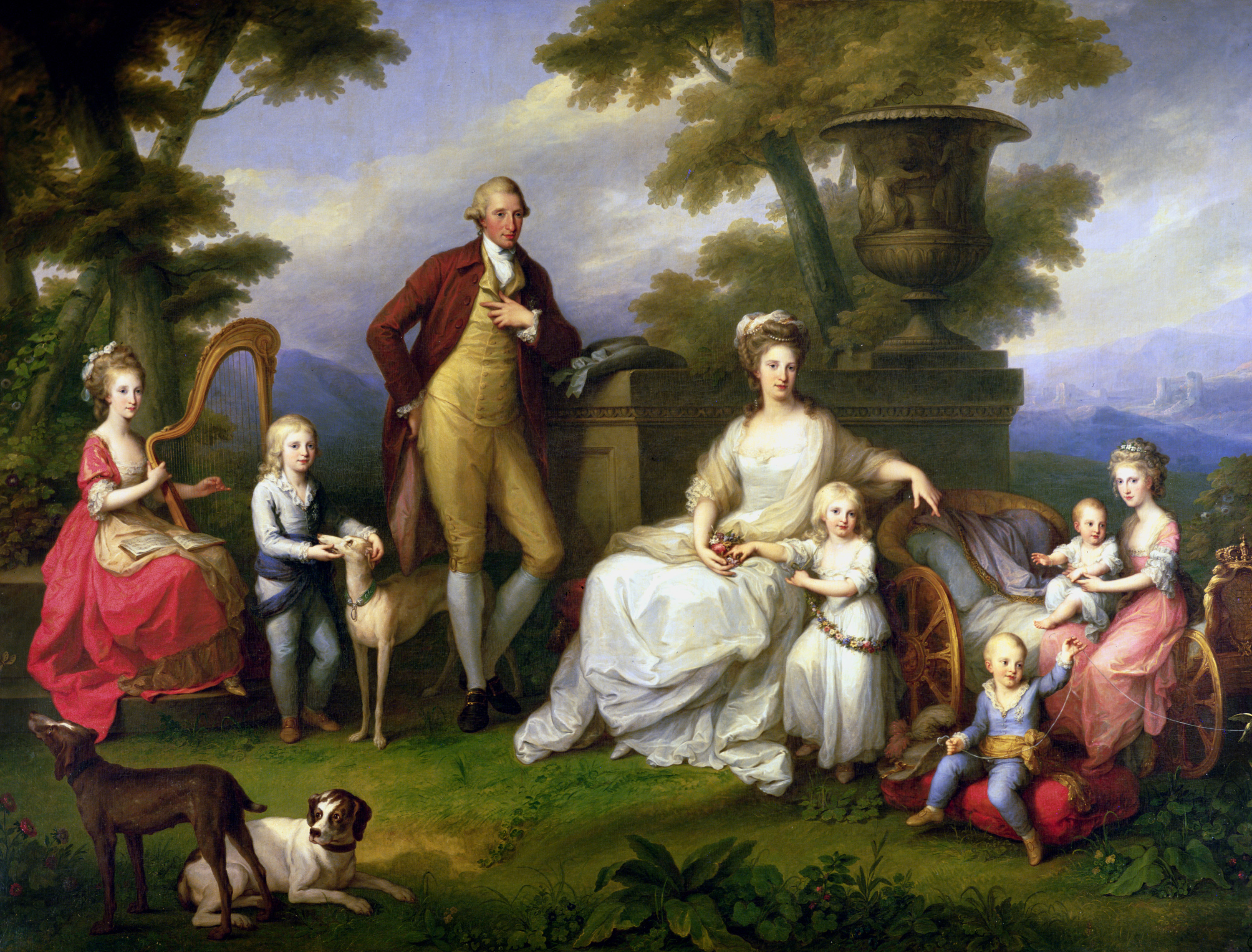
Angelika Kauffmann, Ritratto della famiglia di Ferdinando IV, 1783, olio su tela, Museo nazionale di Capodimonte

Ferdinando di Borbone e Maria Carolina d'Asburgo-Lorena ebbero:
1. Maria Teresa di Borbone-Due Sicilie (6 giugno 1772 - 13 aprile 1807), sposò suo cugino primo Francesco II d'Asburgo-Lorena nel 1790 ed ebbe figli. Fu Imperatrice d'Austria.
2. Luisa Maria Amalia di Borbone-Due Sicilie (27 luglio 1773 - 19 settembre 1802), sposò suo cugino primo Ferdinando III di Toscana ed ebbe figli;
3. Carlo Tito di Borbone-Due Sicilie (4 gennaio 1775 - 17 dicembre 1778), Duca di Calabria, Principe Ereditario di Napoli, morì di vaiolo;
4. Maria Anna di Borbone-Due Sicilie (23 novembre 1775 - 22 febbraio 1780); morì nell'infanzia
5. Francesco I delle Due Sicilie (14 agosto 1777 - 8 novembre 1830), sposò sua cugina prima Maria Clementina d'Asburgo-Lorena nel 1797 ed ebbe figli; sposò poi un'altra cugina, Maria Isabella di Borbone-Spagna nel 1802 ed ebbe figli. Fu re delle Due Sicilie dal 1825 al 1830;
6. Maria Cristina di Borbone-Due Sicilie (17 gennaio 1779 - 11 marzo 1849), sposò Carlo Felice di Sardegna nel 1807 e non ebbe figli. Fu lei che ordinò gli Scavi archeologici di Tusculum;
7. Maria Cristina Amalia di Borbone-Due Sicilie (17 gennaio 1779 - 26 febbraio 1783), gemella della precedente, morì di vaiolo;
8. Gennaro Carlo di Borbone-Due Sicilie (12 aprile 1780 - 2 gennaio 1789); morì nell'infanzia
9. Giuseppe Carlo di Borbone-Due Sicilie (18 giugno 1781 - 19 febbraio 1783), morì di vaiolo;
10. Maria Amalia di Borbone-Due Sicilie (26 aprile 1782 - 24 marzo 1866), sposò Luigi Filippo di Francia, Duca d'Orléans nel 1809 ed ebbe figli. Fu in seguito sovrana di Francia e morì in esilio in Inghilterra;
11. Maria Carolina di Borbone-Due Sicilie (19 luglio 1783); morì appena nata
12. Maria Antonia di Borbone-Due Sicilie (14 dicembre 1784 - 21 maggio 1806), sposò suo cugino Ferdinando VII di Spagna. Non ebbe figli, morì di tubercolosi;
13. Maria Clotilde di Borbone-Due Sicilie (18 febbraio 1786 - 10 settembre 1792); morì nell'infanzia
14. Maria Enrichetta di Borbone-Due Sicilie (31 luglio 1787 - 20 settembre 1792); morì nell'infanzia
15. Carlo Gennaro di Borbone-Sicilie (26 agosto 1788 - 1 febbraio 1789); morì nell'infanzia
16. Leopoldo di Borbone-Due Sicilie (2 luglio 1790 - 10 marzo 1851)  sposò sua nipote, Maria Clementina d'Asburgo-Lorena ed ebbe figli;
17. Alberto di Borbone-Due Sicilie (2 maggio 1792 - 25 dicembre 1798), morì a bordo della nave della Royal Navy "HMS Vanguard";
18. Maria Isabella di Borbone-Due Sicilie (2 dicembre 1793 - 23 aprile 1801); morì nell'infanzia

## Ascendenza
|                          |                       |                                              | Genitori                                  |  |  | Nonni |  |  | Bisnonni               |  |  | Trisnonni            |  |
|                          |                       |                                              |                                           |  |  |       |  |  | Luigi, il Gran Delfino |  |  | Luigi XIV di Francia |  |
|                          |                       |                                              |                                           |  |  |       |  |  | Luigi, il Gran Delfino |  |  | Luigi XIV di Francia |  |
|                          |                       | Maria Teresa di Spagna                       |                                           |  |  |       |  |  | Luigi, il Gran Delfino |  |  |                      |  |
| Filippo V di Spagna      |                       |                                              |                                           |  |  |       |  |  | Luigi, il Gran Delfino |  |  |                      |  |
|                          |                       | Maria Anna Vittoria di Baviera               | Ferdinando Maria di Baviera               |  |  |       |  |  |                        |  |  |                      |  |
|                          |                       | Maria Anna Vittoria di Baviera               | Ferdinando Maria di Baviera               |  |  |       |  |  |                        |  |  |                      |  |
|                          |                       | Maria Anna Vittoria di Baviera               | Enrichetta Adelaide di Savoia             |  |  |       |  |  |                        |  |  |                      |  |
| Carlo III di Spagna      |                       | Maria Anna Vittoria di Baviera               |                                           |  |  |       |  |  |                        |  |  |                      |  |
|                          |                       | Odoardo II Farnese                           | Ranuccio II Farnese                       |  |  |       |  |  |                        |  |  |                      |  |
|                          |                       | Odoardo II Farnese                           | Ranuccio II Farnese                       |  |  |       |  |  |                        |  |  |                      |  |
|                          |                       | Odoardo II Farnese                           | Isabella d'Este                           |  |  |       |  |  |                        |  |  |                      |  |
| Elisabetta Farnese       |                       | Odoardo II Farnese                           |                                           |  |  |       |  |  |                        |  |  |                      |  |
|                          |                       | Dorotea Sofia di Neuburg                     | Filippo Guglielmo del Palatinato          |  |  |       |  |  |                        |  |  |                      |  |
|                          |                       | Dorotea Sofia di Neuburg                     | Filippo Guglielmo del Palatinato          |  |  |       |  |  |                        |  |  |                      |  |
|                          |                       | Dorotea Sofia di Neuburg                     | Elisabetta Amalia d'Assia-Darmstadt       |  |  |       |  |  |                        |  |  |                      |  |
| Ferdinando I             |                       | Dorotea Sofia di Neuburg                     |                                           |  |  |       |  |  |                        |  |  |                      |  |
|                          | Augusto II di Polonia | Giovanni Giorgio III di Sassonia             |                                           |  |  |       |  |  |                        |  |  |                      |  |
|                          | Augusto II di Polonia | Giovanni Giorgio III di Sassonia             |                                           |  |  |       |  |  |                        |  |  |                      |  |
|                          | Augusto II di Polonia | Anna Sofia di Danimarca                      |                                           |  |  |       |  |  |                        |  |  |                      |  |
| Augusto III di Polonia   | Augusto II di Polonia |                                              |                                           |  |  |       |  |  |                        |  |  |                      |  |
|                          |                       | Cristiana Eberardina di Brandeburgo-Bayreuth | Cristiano Ernesto di Brandeburgo-Bayreuth |  |  |       |  |  |                        |  |  |                      |  |
|                          |                       | Cristiana Eberardina di Brandeburgo-Bayreuth | Cristiano Ernesto di Brandeburgo-Bayreuth |  |  |       |  |  |                        |  |  |                      |  |
|                          |                       | Cristiana Eberardina di Brandeburgo-Bayreuth | Sofia Luisa di Württemberg                |  |  |       |  |  |                        |  |  |                      |  |
| Maria Amalia di Sassonia |                       | Cristiana Eberardina di Brandeburgo-Bayreuth |                                           |  |  |       |  |  |                        |  |  |                      |  |
|                          |                       | Giuseppe I d'Austria                         | Leopoldo I d'Austria                      |  |  |       |  |  |                        |  |  |                      |  |
|                          |                       | Giuseppe I d'Austria                         | Leopoldo I d'Austria                      |  |  |       |  |  |                        |  |  |                      |  |
|                          |                       | Giuseppe I d'Austria                         | Eleonora del Palatinato-Neuburg           |  |  |       |  |  |                        |  |  |                      |  |
| Maria Giuseppa d'Austria |                       | Giuseppe I d'Austria                         |                                           |  |  |       |  |  |                        |  |  |                      |  |
|                          |                       | Guglielmina Amalia di Brunswick-Lüneburg     | Giovanni Federico di Brunswick-Lüneburg   |  |  |       |  |  |                        |  |  |                      |  |
|                          |                       | Guglielmina Amalia di Brunswick-Lüneburg     | Giovanni Federico di Brunswick-Lüneburg   |  |  |       |  |  |                        |  |  |                      |  |
|                          |                       | Guglielmina Amalia di Brunswick-Lüneburg     | Benedetta Enrichetta del Palatinato       |  |  |       |  |  |                        |  |  |                      |  |
|                          |                       | Guglielmina Amalia di Brunswick-Lüneburg     |                                           |  |  |       |  |  |                        |  |  |                      |  |

## Nella cultura di massa

### Cinema
- Il grande ammiraglio (1941)
- Luisa Sanfelice (1942)
- Donne e briganti (1950)
- Ferdinando Iº re di Napoli (1959)
- Ferdinando e Carolina (1999)
- Il resto di niente (2004)

### Televisione
- Luisa Sanfelice – miniserie televisiva (1966)
- Murat – miniserie televisiva (1975)
- Luisa Sanfelice – miniserie televisiva (2004)

### Teatro
- Giovanni D'Angelo, Carolinerie Ferdinandee; fatti e misfatti di una coppia reale - produzione 2010